# Comitatul Graham, Arizona
Comitatul Graham, conform originalului din engleză, Graham County (cod FIPS, 04-009), este unul din cele 15 comitate ale statului american Arizona, fiind situat în partea central-estică a statului arizonian. Conform datelor statistice ale recensământului din anul 2000, furnizate de United States Census Bureau, populația sa totală era de 33.489  de locuitori.
Sediul comitatului este orașul Safford. Comitatul este parte a zonei micropolitane Safford Micropolitan Statistical Area. Comitatul Gila conține o parte a revervației populațiilor nativilor-americani numită San Carlos Indian Reservation.

## Geografie
Conform datelor statistice furnizate de United States Census Bureau, comitatul are o suprafață totală de 12.051 km2 (sau de 4,653 mile patrate), dintre care 12.020 km2 (sau 4,641 square miles) este uscat și doar 0.25 % (31 km2 sau 12 square miles) este apă.

### Comitate învecinate
- Comitatul Cochise, Arizona - sud
- Comitatul Pima, Arizona -  sud-vest
- Comitatul Pinal, Arizona - vest
- Comitatul Gila, Arizona - nord-vest
- Comitatul Navajo, Arizona - nord
- Comitatul Apache, Arizona - nord
- Comitatul Greenlee, Arizona - est

### Drumuri importante
- Interstate 40
- U.S. Route 60
- U.S. Route 64
- U.S. Route 180
- U.S. Route 191
- State Route 64
- State Route 260
- State Route 264

## Demografie
|  | Graficele sunt indisponibile din cauza unor probleme tehnice. Mai multe informații se găsesc la Phabricator și la wiki-ul MediaWiki. |

Date: Wikidata - grafică realizată de Wikipedia